# Зон-Ретель, Альфред
Альфред Зон-Ретель (нем. Alfred Sohn-Rethel, 4 января 1899, Нёйи-сюр-Сен, Париж — 6 апреля 1990, Бремен) — марксистский экономист и философ, известный своими исследованиями о связи крупного немецкого капитала с национал-социализмом и в области философии пытавшийся совместить эпистемологию с марксистским анализом. Был близок к франкфуртской школе.

## Биография
Родился в Нёйи-сюр-Сен под Парижем, его отец был художником, а мать, происходившая из семьи Оппенгейм, была связана с крупным бизнесом. Воспитывался дядей Эрнстом Пёнсгеном, занимавшимся производством стали. На Рождество 1915 года попросил в подарок «Капитал» Маркса, который получил и принялся активно изучать. Учился в Гейдельбергском университете, где в 1917, будучи на первом курсе, участвовал в антивоенной манифестации.
В 1920 году подружился с философом Эрнстом Блохом, в 1921 году познакомился с Вальтером Беньямином. В 1923—1927 годах жил в Италии: в Неаполе и на Капри, где поддерживал отношения с Блохом и Беньямином, а также познакомился с Адорно и Кракауэром. В своих работах сблизился с теоретиками Франкфуртской школы.
В 1928 года защитил докторскую диссертацию под руководством Эмиля Ледерера, австрийского философа-марксиста и, благодаря дяде, получил работу ассистента в МВТ (Mitteleuropäische Wirtschaftstag , MWT), где смог анализировать европейскую индустриальную политику.
В 1937 эмигрировал в Англию, где занимался экономической аналитикой для кругов, близких к Уинстону Черчиллю.
После окончания Второй мировой войны долгое время не мог найти работу, перебиваясь уроками французского. Вступил в Коммунистическую партию (состоял в ней до 1972 года). Интерес к его теориям был вызван событиями 1968 года. На похоронах Адорно Зон-Ретель познакомился с известным издателем Унзельдом, который вдохновил его на возвращение к теоретической работе. Результатом стало основное сочинение Зон-Ретеля «Интеллектуальный и ручной труд». В 1978 году стал профессором социальной философии Бременского университета. Был трижды женат. Умер в Бремене в 1990 году.